# قرص بصري (تشريح)
القرص البصري أو رأس العصب البصري (بالإنجليزية: Optic disc)‏ هو نقطة الخروج لمحاور الخلايا العقدية تاركة العين. لأنه لا توجد قضبان أو أقماع في القرص البصري، فإنه يتوافق مع النقطة العمياء الفسيولوجية الصغيرة في كل عين.
محاور الخلايا العقدية تشكل العصب البصري بعد خروجها من العين. ويمثل القرص البصري بداية العصب البصري وهو النقطة التي تجتمع فيها المحاور في خلايا الشبكية معًا. القرص البصري هو أيضًا نقطة دخول للأوعية الدموية الرئيسية التي تغذي شبكية العين. القرص البصري في العين البشرية العادية يحمل 1-1.2 مليون خلية عصبية من العين نحو الدماغ.

## التشريح
يوجد القرص البصري 3-4 ملم إلى الجانب الأنفي من النقرة. مع متوسط الأبعاد من 1.76مم 1.92مم أفقيا عموديا. وبه منخفض مركزي متغير الحجم يدعى الكأس البصري.

## الفحص السريري
العين فريدة من نوعها بسبب الشفافية ومجالها البصري. تقريبا جميع الهياكل العين يمكن فحص بالمعدات والعدسات البصرية المناسبة. باستخدام منظار العين المباشر الحديث يمكن فحص القرص البصري باستخدام مبدأ العودة الضوء إلى الوراء. وبالفحص مستخدما المصباح الشقي مع العدسة شبه الكروية المناسبة (+ 66D، 78D + أو + 90D) للحصول على عرض مجسم تفصيلي من القرص البصري والهياكل داخل العين.
وذلك الفحص يمكن أن يعطي مؤشراً على صحة العصب البصري .
يلاحظ طبيب العيون كل من اللون والحجم (كنسبة رأس القرص إلى القرص ) وحدّة الحافة وتورمها والنزيف وفحص القرص البصري وأي حالات شاذة أخرى غير عادية داخل العين. كما يتم تشخيص الجلوكوما واعتلال الأعصاب البصرية الأخرى والتهاب العصب البصري والاعتلال العصبي البصري الأمامي الدماغي أو ذمة حليمة العصب البصري (أي القرص البصري المتورم نتيجة ارتفاع الضغط داخل الجمجمة).
إذا حصل للنساء تسمم الحمل في مرحلة متقدمة من الحمل، يجب فحص القرص البصري للحصول على أدلة في وقت مبكر من ارتفاع في الضغط داخل الجمجمة.

### القرص الشاحب
لون القرص البصري العادي هو برتقالي إلى وردي اللون. أما القرص الشاحب هو القرص البصري الذي يختلف في اللون من الوردي الفاتح أو البرتقالي اللون إلى الأبيض. و يعدّ اللون مؤشراً على حالة مرضية.

### تصوير القرص البصري
الأفلام التقليدية في كاميرا الصور هي المعيار المرجعي في التصوير، والتي تتطلب خبير في التصوير الفوتوغرافي في طب العيون، أو فني طب العيون، أو طبيب العيون لالتقاط الصور موحدة من القرص البصري . الصور المجسمة توفر أداة ممتازة لمتابعة التغييرات المشتبه فيها داخل العيون .
كما تم تطوير تقنيات التصوير الآلي للسماح للتصوير أكثر كفاءة وأقل تكلفة . تصوير الشبكية المقطعي بطريقة هايدلبرغ( HRT -II ) ، GDX - VCC , تماسك التصوير المقطعي البصري ( ستراتوس - 3 أكتوبر ) هي التقنيات المحوسبة المتاحة حاليا لتصوير مختلف هياكل العيون، بما في ذلك القرص البصري . فهم قياس طبقة الألياف العصبية من القرص والشبكية المحيطة بها وربط إحصائية النتائج مع قاعدة بيانات من فحوصات طبيعية سابقة، وهي مفيدة لرصد التغيرات الدقيقة في العصب البصري . ولكن التصوير لا يقدم دليلا قاطعا على التشخيص السريري، ويحتاج أدلة اختبارات فسيولوجية للتسلسل للتغييرات وظيفية . ويمكن أن تشمل هذه الاختبارات البصرية رسم الميدان البصرى والتفسير السريري النهائي لفحص العيون كاملة من قبل طبيب العيون . أطباء العيون وأخصائيي البصريات قادرون على توفير هذه الخدمة .